# Tân Tiến (phường)
Tân Tiến là một phường thuộc tỉnh Bắc Ninh, Việt Nam.
Là nơi đặt trụ sở Tỉnh ủy Bắc Ninh và Hội đồng nhân dân tỉnh Bắc Ninh.

## Địa lý
Phường Tân Tiến nằm ở vị trí trung tâm tỉnh Bắc Ninh, có vị trí địa lý:
- Phía đông giáp phường Tân An
- Phía tây giáp phường Tiền Phong
- Phía nam giáp các phường Yên Dũng và Cảnh Thụy
- Phía bắc giáp phường Bắc Giang và xã Tân Dĩnh.

Phường Tân Tiến có diện tích 25,46 km², dân số 34.321 người, mật độ dân số đạt 1.348 người/km².

## Hành chính
Phường Tân Tiến được chia thành 9 tổ dân phố: An Bình, An Phong, Đọ, Ngò, Thanh Cảm, Trước, Văn Giàng, Văn Sơn, Xuân, Dung, Kép, Tây, Gáo, Hấn, Dõng

## Lịch sử
Xã Tân Tiến là một vùng đất cổ của Kinh Bắc xưa.
Trước đây, vùng đất Tân Tiến vốn dĩ tồn tại xã Dĩnh Uyên và xã Vu Gián.
Thời vua Hùng, xã Dĩnh Uyên và xã Vu Gián thuộc Vũ Ninh.
Thời Bắc thuộc, vùng đất này được gọi là Sinh Uyên và Lạc Giản thuộc huyện Kê Từ.
Thời Lý – Trần, xã Sinh Uyên và xã Vu Gián thuộc huyện Phượng Sơn, phủ Lạng Giang, lộ Bắc Giang.
Thời Lê – Mạc, đổi tên xã Sinh Uyên thành xã Dĩnh Uyên và xã Vu Gián (giữ nguyên) thuộc huyện Phượng Nhỡn (nhãn), phủ Lạng Giang, xứ Kinh Bắc.
Thời Nguyễn, xã Dĩnh Uyên và xã Vu Gián thuộc tổng Dĩnh Kế, huyện Phất Lộc, rồi phủ Lạng Giang kiêm lý, tỉnh Bắc Ninh.
Năm 1954, Chính phủ ban hành Nghị định về việc thành lập xã Tân Tiến thuộc huyện Yên Dũng trên cơ sở 4 thôn: Ngò, Trước, Xuân, Đọ, Lường của xã Dĩnh Uyên () và 3 thôn: Văn Sơn, Văn Giang, Thanh Cảm của xã Vu Gián.
Ngày 27 tháng 10 năm 1962, Quốc hội ban hành Nghị quyết về việc thành lập tỉnh Hà Bắc trên cơ sở tỉnh Bắc Giang và tỉnh Bắc Ninh. Khi đó, xã Dĩnh Trì thuộc huyện Lạng Giang, tỉnh Hà Bắc.
Ngày 6 tháng 11 năm 1996, Quốc hội ban hành Nghị quyết về việc chia tỉnh Hà Bắc thành tỉnh Bắc Giang và tỉnh Bắc Ninh. Khi đó, xã Dĩnh Trì thuộc huyện Lạng Giang, tỉnh Bắc Giang.
Ngày 27 tháng 9 năm 2010, Chính phủ ban hành Nghị quyết số 36/NQ-CP về việc chuyển toàn bộ 631,01 ha diện tích tự nhiên và 9.835 nhân khẩu của xã Dĩnh Trì thuộc huyện Lạng Giang vào thành phố Bắc Giang quản lý.
Tính đến ngày 31 tháng 12 năm 2023, xã Tân Tiến có 7,94 km² diện tích tự nhiên, dân số là 12.528 người và 9 thôn: An Bình, An Phong, Đọ, Ngò, Thanh Cảm, Trước, Văn Giàng, Văn Sơn, Xuân.
Ngày 28 tháng 9 năm 2024, Ủy ban Thường vụ Quốc hội ban hành Nghị quyết số 1191/NQ-UBTVQH15 về việc sắp xếp đơn vị hành chính cấp huyện, cấp xã của tỉnh Bắc Giang giai đoạn 2023 – 2025 (nghị quyết có hiệu lực từ ngày 1 tháng 1 năm 2025). Theo đó, thành lập phường Tân Tiến thuộc thành phố Bắc Giang trên cơ sở toàn bộ 7,94 km² diện tích tự nhiên và quy mô dân số là 12.528 người của xã Tân Tiến.
Ngày 16 tháng 6 năm 2025, Ủy ban Thường vụ Quốc hội ban hành Nghị quyết số 1658/NQ-UBTVQH15 của UBTVQH về việc sắp xếp các đơn vị hành chính cấp xã của tỉnh Bắc Ninh năm 2025. Theo đó, sắp xếp toàn bộ diện tích tự nhiên, quy mô dân số của phường Hương Gián, phường Tân Tiến và xã Xuân Phú thành phường mới có tên gọi là phường Tân Tiến.

## Văn hóa
Tân Tiến có nhiều di tích lịch sử văn hóa như:
- Chùa Bình Đăng
- Đình, Đền Dĩnh Uyên thờ thánh Tam Giang
- Ghè 5 thôn thờ 5 ông Ghè của 5 xóm: Ngò, Trước, Xuân, Đọ, Lường.
- Văn Chỉ Dĩnh Uyên vốn là văn chỉ của huyện Phượng Nhỡn xưa (ngày nay thuộc tổ dân phố An Bình) thờ Khổng Tử, Tứ Phối và Thất thập nhị hiền cùng 8 vị Đại khoa của huyện Phượng Nhãn xưa (tại Ghè Kế sau đó chuyển lên Dĩnh Uyên).

Ngoài ra, vùng Vu Gián còn có di tích đình, chùa Văn Sơn, Văn Giang, Thanh Cảm.

## Danh nhân
- Nguyễn Duy Năng (1534–?): Tiến sĩ nhà Mạc, Thừa chánh xứ, Đại tướng quân của triều Lê.